# Luzula pediformis
Luzula pediformis är en tågväxtart som först beskrevs av Dominique Chaix, och fick sitt nu gällande namn av Dc. Luzula pediformis ingår i Frylesläktet som ingår i familjen tågväxter. Inga underarter finns listade i Catalogue of Life.